# بورگودل
شهر بورگودل در ایالت نیدرزاکسن در کشور آلمان واقع شده است.